# Alcalá la Real
Alcalá la Real è una città spagnola di 22 129 abitanti situata nella comunità autonoma dell'Andalusia, nella provincia di Jaén e nella comarca della Sierra Sur.

## Geografia fisica
Alcalá la Real è situata a 71 km dal capoluogo provinciale Jaén e a 53 km da Granada lungo le pendici di un'aspra collina appartenente al sistema della Sierra Magina e detta La Mota, dominata da una possente fortezza araba, chiamata appunto Fortaleza de la Mota, in cui fino a pochi secoli fa si concentrava l'agglomerato urbano.
Tale particolarità, unita dalla vantaggiosa posizione al confine tra la valle del Guadalquivir (con la quale è collegata dall'affluente Guadajoz) e la conca di Granada, ha determinato nei secoli l'importanza strategica di Alcalá la Real, che raggiunse il suo culmine nel medioevo quando si trovò lungo la frontiera tra il regno di Granada e gli stati cristiani.

## Storia
Resti archeologici del Paleolitico e delle epoche successive fino all'età del bronzo testimoniano la presenza umana nel territorio di Alcalá fin dalla preistoria; nella collina della Mota sono stati rinvenuti in particolare buchi preistorici scavati nella roccia e frammenti di selci lavorate. Probabilmente la zona fu uno degli ultimi luoghi abitati dall'uomo di Neanderthal. A partire dalla tarda età del bronzo, nelle fasi iberiche antiche, si attestano insediamenti iberici minori, come i nuclei di La Gineta e La Mesa de la Ribera Alta. I primi rinvenimenti di strutture abitative e urbanistiche risalgono tuttavia ai Romani e sono ubicati precisamente nella collina della Mota. Tra i tesori archeologici dell'Alcalá romana (che secondo A. U. Stylow va identificata con la città di Sucaelo) si distingue in particolare una statua marmorea di Ercole, oggi conservata al Museo Archeologico Nazionale di Spagna, a Madrid.

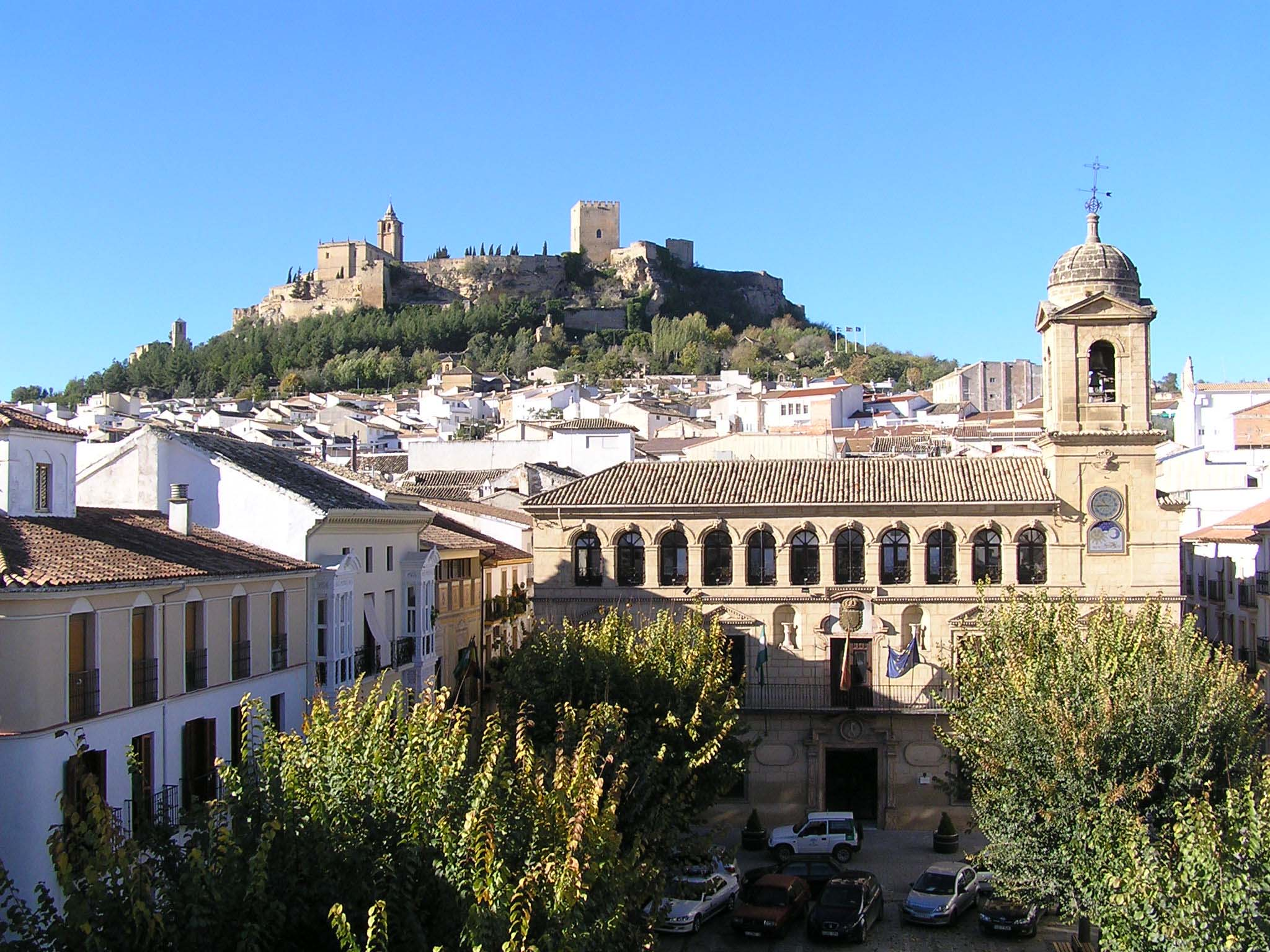
Panoramica della città con in primo piano il municipio e sullo sfondo la Fortaleza de la Mota

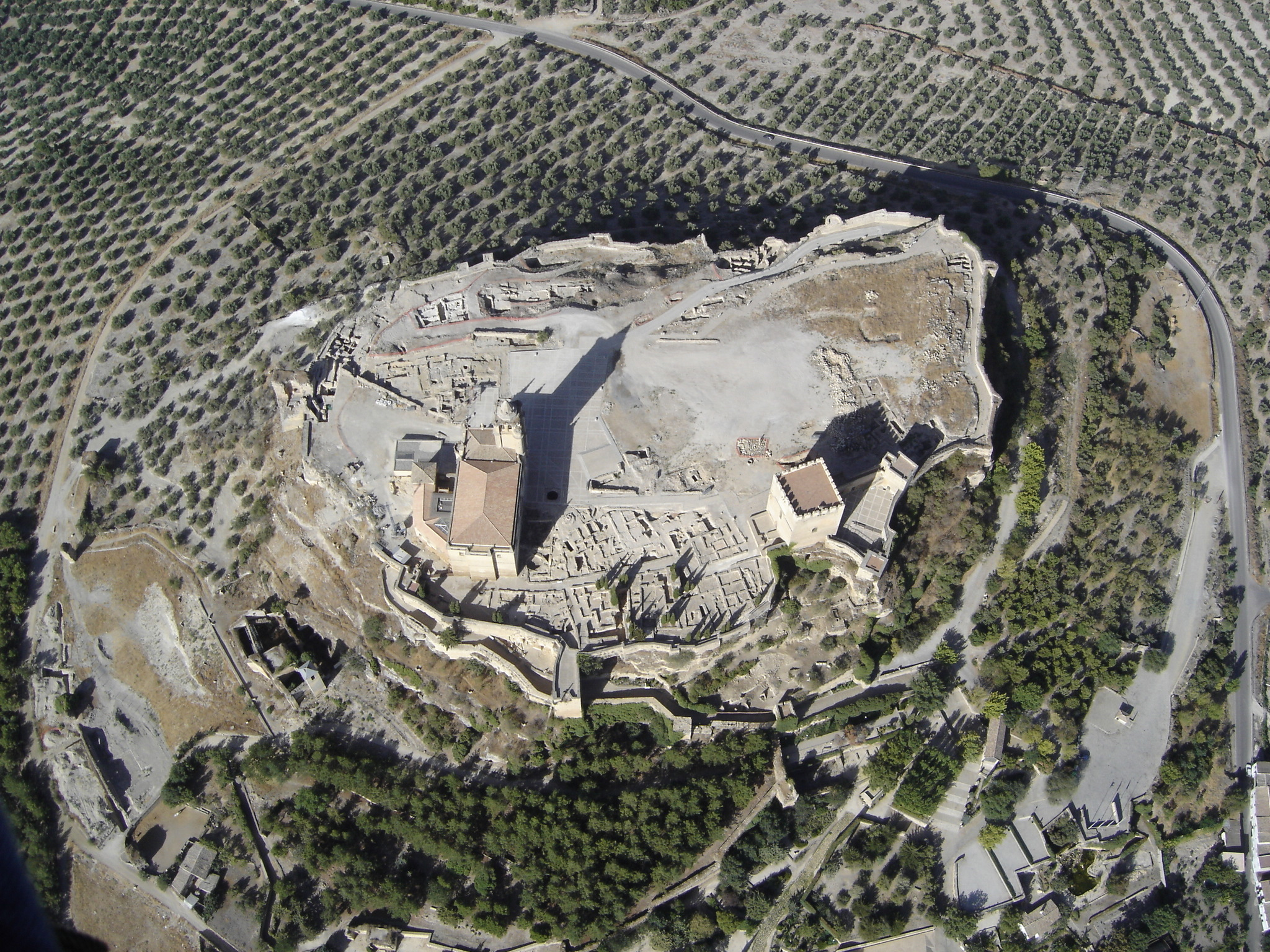
Vista aerea della Fortaleza de la Mota

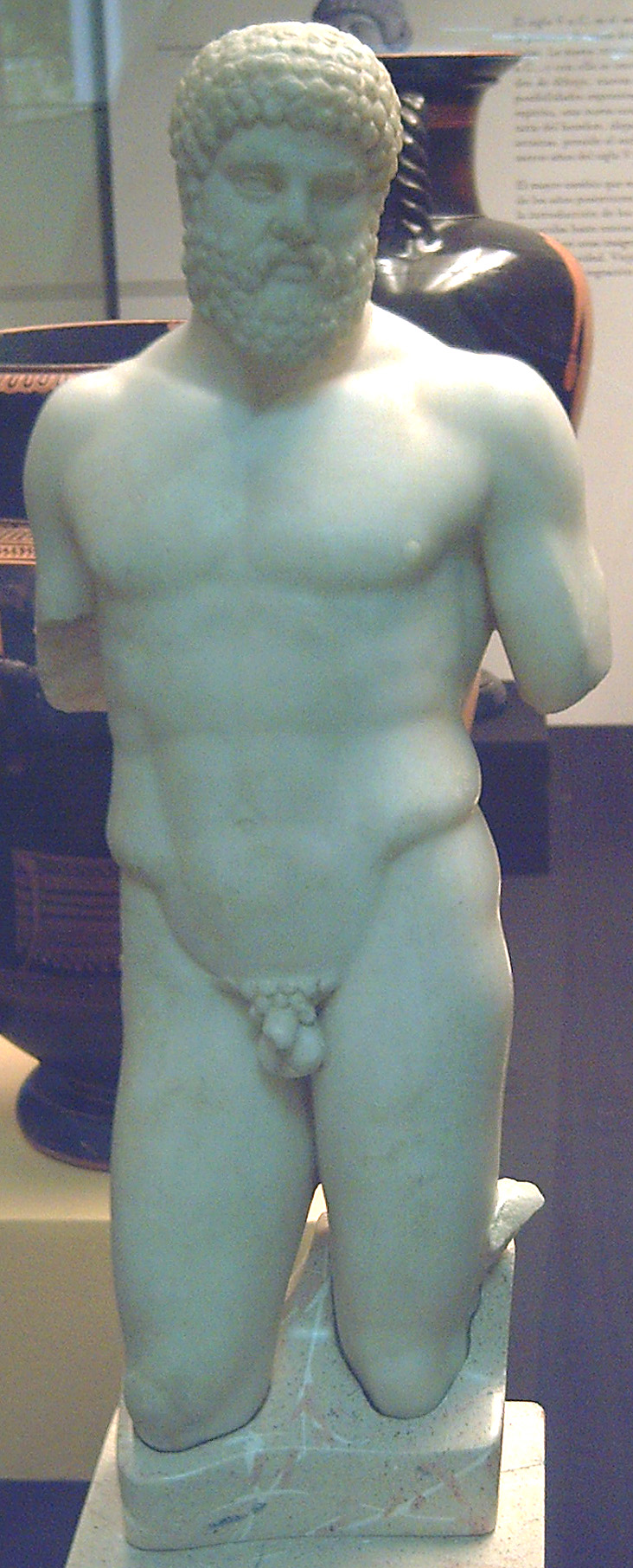
La statua di Ercole rinvenuta ad Alcalá la Real ed oggi conservata nel Museo Archeologico Nazionale di Madrid

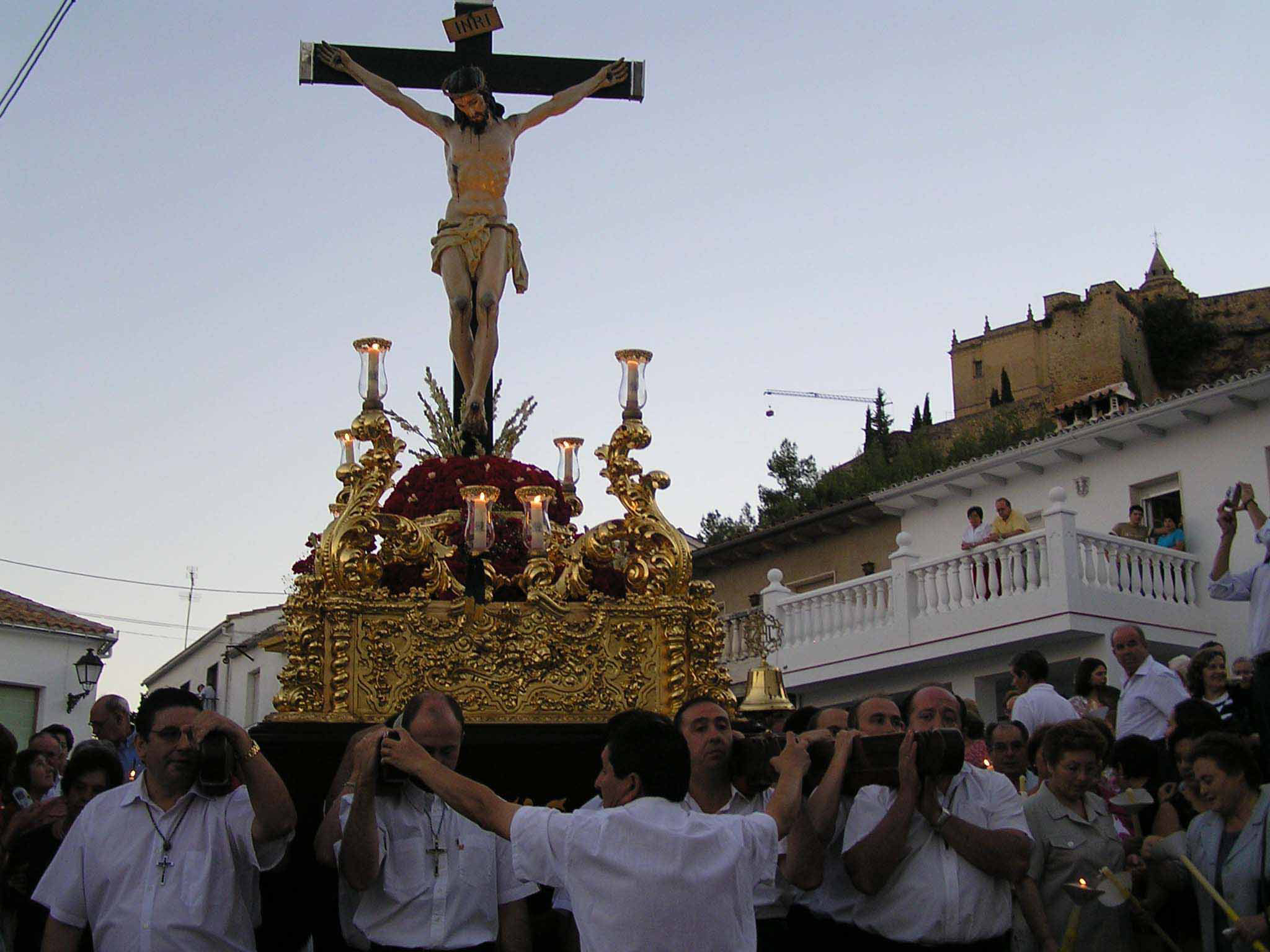
Alcalá: la processione del Cristo per le vie cittadine

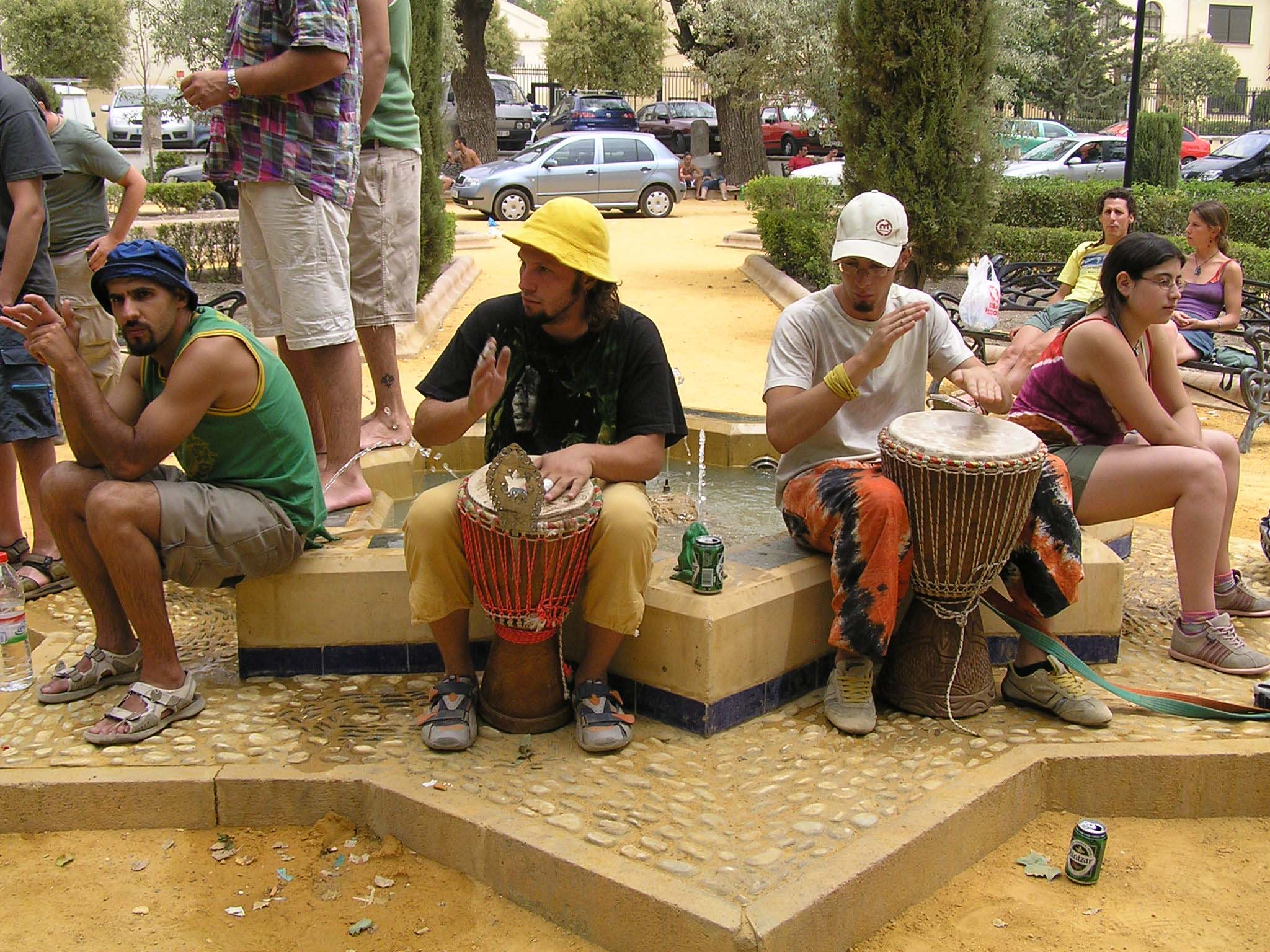
Immagine del festival Etnosur nel parco municipale

Nel 713, con la conquista araba, la città venne ribattezzata Qal'at (قلعة), termine arabo che significa "città fortificata". Nei secoli successivi, con il progressivo avvicinarsi della frontiera con gli stati cristiani, il re Al-Hakam II  (961-976) fece realizzare una serie di torri di avvistamento per difendere la città dalle incursioni e dalle devastazioni dei Normanni; di quest'antica cintura difensiva rimangono ancora 12 torri su 15, tutte visibili dalla torre principale della Mota. Ma fu intorno all'anno 1000 che la Mota divenne una vera e propria fortezza, diventando uno dei cardini di difesa di Al-Andalus sotto l'egida della famiglia Banu Said.
Successivamente, in seguito alla dissoluzione del Califfato di Córdoba e alla scissione dello stesso nei regni delle Taifas, Qal'at divenne una piazzaforte della linea difensiva del regno nasride di Granada, essenziale per contenere la pressione crescente delle truppe cristiane, e da qui partirono numerose incursioni contro Jaén ed altre terre di frontiera castigliane. La città fu infine conquistata il 15 agosto 1341 da Alfonso XI di Castiglia, che le concesse il titolo di Real, che da allora è entrato a far parte del toponimo.
Questa divenne territorio della città di Jorquera fino al 1364, quando il re Pietro I le diede il privilegio di avere un Consiglio di Governo pur sotto il dominio reale e appartenendo allo Stato di Villena. Seguirono anni di lotte intestine: don Sancho si ribellò al padre Alfonso VIII aiutato dallo zio Manuel; chi riportò la pace fu Enrico IV, che in riconoscimento dell'aiuto prestatogli nominò Juan Pacheco marchese di Villena e per Alcalá giunse un periodo di progresso. La città ottenne un suo stemma con l'immagine della chiave (simbolo della sua importanza strategica), mentre nel 1432 il re Giovanni II elevò Alcalá al rango di città. Dai Re Cattolici fu infine conferito ad Alcalá il titolo di "Llave, Guarda y Defendemiento de los Reinos de Castilla" ("Chiave, guardia e difesa dei regni di Castiglia").
La resa di Granada nel 1492 privò Alcalá la Real della sua secolare importanza strategica e la popolazione ormai sicura cominciò ad abbandonare l'abitato sul colle trasferendosi lungo le pendici e ai piedi dello stesso, formando così gradualmente la fisionomia attuale della città (lo stesso municipio sarebbe stato trasferito nel sito attuale durante il XVII secolo). La città rimase sotto il potere dei marchesi fino agli inizi del XVI secolo, quando il centralismo dei Re Cattolici limitò notevolmente il potere feudale, pur rimanendo vivo e operante il marchesato fino agli inizi del XIX secolo. L'inarrestabile spopolamento della collina della Mota si concluse nel corso della guerra d'indipendenza spagnola contro la Francia: le forze napoleoniche (che avevano occupato la fortezza dal 1810 al 1812) al momento di ritirarsi incendiarono la città alta, causando il crollo del tetto della cattedrale.
Agli inizi della guerra civile spagnola (1936) Alcalá la Real fu, assieme a Lopera e Porcuna, l'unica città a livello provinciale ad essere presa dagli insorti, e rimase nazionalista fino alla fine del conflitto. Ciò non risparmiò alla città tragiche devastazioni in quanto la linea del fronte si cristallizzò intorno a Alcalá per tutta la durata della guerra.

## Monumenti e luoghi d'interesse
- La Mota la fortezza di origine araba sulla collina La Mota.
- Alcazaba recinto fortificato arabo di forma triangolare con tre torri.
- Cinta muraria con diverse torri, la più estesa dell'Andalusia.
- Palacio Abacial del secolo XVIII oggi ospita il Museo de Alcalà la Real.
- Pilar de la calle Oteros piliere monumentale per l'acqua del 1746. Questi Pilar avevano un0utilità pratica servendo alla popolazione oer attingere acqua e al bestiame per abbeverarsi.
- Pilar de la Mora, al nome Mora è legata una leggenda di amore e morte secondo la quale a questo pilar era solità venire una giovane mora per attingere acqua. Qui incontrò un capitano cristiano che s'innamorò di lei e il pilar divenne un luogo d'incontro dei due; un giorno il padre della giovane rientrato a casa trovò la moglie morta e corse alla fontana dove sapeva doversi trovare la figlia che sorprese teneramente abbracciata col capitano. Accecato dall'ira il padre si armò e si scagliò contro il capitano, ma la figlia s'interpose e fu colpita a morte. Il capitano a sua volta uccise poi l'arabo.

La leggenda ha dato poi spunto ad un'opera letteraria.
- Pilar de los Álamos del 1552 in città sono numerosi questi pilar monumentali spesso con stemmi nobiliari e posti generalmente agli incroci di strade o in vicinanza degli incroci.
- Pilar de la Toquela del 1517.
- Ponte romano sul fiume Guadalcoton nelle vicinanze della città.
- Casa Batmale costruzione dell'inizio del XIX secolo.
- Casa Pineda costruzione araba in pietra restaurata di recente.
- Ayuntamiento la sede municipale originariamente era nella zona alta, con lo spopolamento di questa fu trasferita nel XVIII secolo nella sede attuale nella piana.
- Convento de san José de los Capucinos del XVII secolo oggi sede di uffici comunali e biblioteca.
- Iglesia Mayor Abacial con torri eretta nel 1530.
- Iglesia de San Domingo de Silos chiesa gotico-mudéjar del 1341 con torre del XVI secolo.
- Iglesia de San Juan dei secoli XV - XVIII.
- Iglesia del Salvador di recente costruzione.
- Iglesia de las Angustias del 1747.
- Iglesia de Consolación dei secoli XVI-XVII.
- Iglesia de San Antonio del 1753.
- Convento de la Encarnación barocco del 1630.

## Cultura

### Feste
Non c'è molta differenza fra le feste che si svolgono ad Alcalá la Real e altre città della Spagna.
Ci sono le feste di carnevale con sfilate di carri e le feste patronali.
La sua Settimana Santa è stata dichiarata di Interés Turístico Nacional.
Si tiene anche ogni anno il Festival de los Encuentros Étnicos de la Sierra Sur (ETNOSUR).

## Economia
L'economia di Alcalá la Real è di stampo tradizionale e si basa sulla produzione di olive (nonché sulla conseguente industria olearia) e ciliegie, sull'allevamento del bestiame ovino e caprino, sull'artigianato, sulla industria della plastica e sulla lavorazione dei metalli. La crescita economica della città è piuttosto lenta rispetto ai maggiori comuni limitrofi, in quanto molti giovani emigrano verso la vicina Granada alla ricerca di un impiego.